# Narodowe Muzeum Archeologiczne w Madrycie
Narodowe Muzeum Archeologiczne (Museo Arqueologico Nacional) w Madrycie – najbogatsze muzeum archeologiczne w Hiszpanii. Mieści się w Madrycie.

## Historia powstania
Zostało utworzone w 1867 przez królową Izabelę II w celu konserwacji, uporządkowania i prezentacji zabytków archeologicznych, etnograficznych i sztuk dekoracyjnych oraz numizmatów, zgromadzonych do tej pory w zbiorach hiszpańskich władców w Bibliotece Królewskiej, Królewskim Gabinecie Historii Naturalnej i w innych instytucjach. W późniejszym okresie zbiory wzbogaciły się przez liczne zakupy, dary i w wyniku wykopalisk archeologicznych prowadzonych w różnych prowincjach hiszpańskich. Pierwsza, tymczasowa siedziba muzeum mieściła się w starym madryckim pałacyku zwanym El Casino de la Reina (Kasyno Królowej). Jednocześnie położono kamień węgielny pod nową siedzibę, do której zbiory trafiły ostatecznie w 1895. Budynek ten, nazwany El Palacio de Biblioteca y Museos (Pałacem Biblioteki i Muzeów), został zbudowany w stylu neoklasycystycznym według projektu architekta Francisca Jareño de Alarcona.

## Zbiory
Ekspozycja Muzeum Archeologicznego w Madrycie obejmuje 34 sale ze zbiorami ilustrującymi historię Półwyspu Iberyjskiego od czasów najdawniejszych oraz historię cywilizacji starożytnych basenu Morza Śródziemnego, Azji i Ameryki Prekolumbijskiej. W dziale prehistorycznym znajdują się kopie paleolitycznych malowideł naskalnych i czaszek ludzi pierwotnych. Kolekcja starożytna obejmuje zabytki z terenu Egiptu (amulety, sarkofagi, tkaniny koptyjskie, posąg Nektanebo I), Syrii, Cypru, a przede wszystkim liczne obiekty z różnych stanowisk hiszpańskich: dzieła sztuki fenickiej, iberyjskiej (rzeźby, m.in. Dama z Elche, brązy), greckiej, etruskiej i rzymskiej (ceramika, inskrypcje, stele, ołtarze, rzeźby, sarkofagi starochrześcijańskie z IV wieku). W muzeum przechowywany jest m.in. skarb z Javea, skarb z Alisede oraz zespół przedmiotów wizygockich z Guarrazar (tzw. skarb z Guarrazar). Kolekcję uzupełniają zabytki sztuki azjatyckiej i prekolumbijskiej (m.in. manuskrypty Majów).

## Galeria

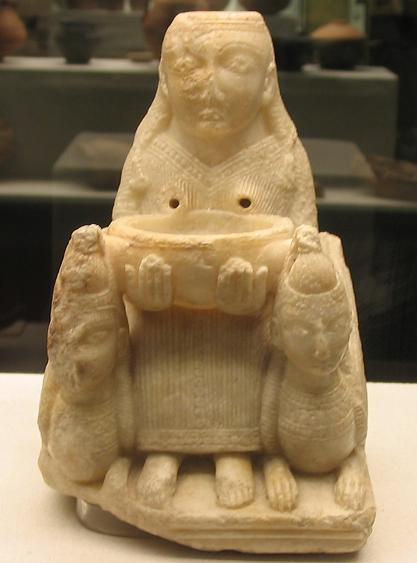
Dama z Galery, sztuka fenicka, VII wiek p.n.e.
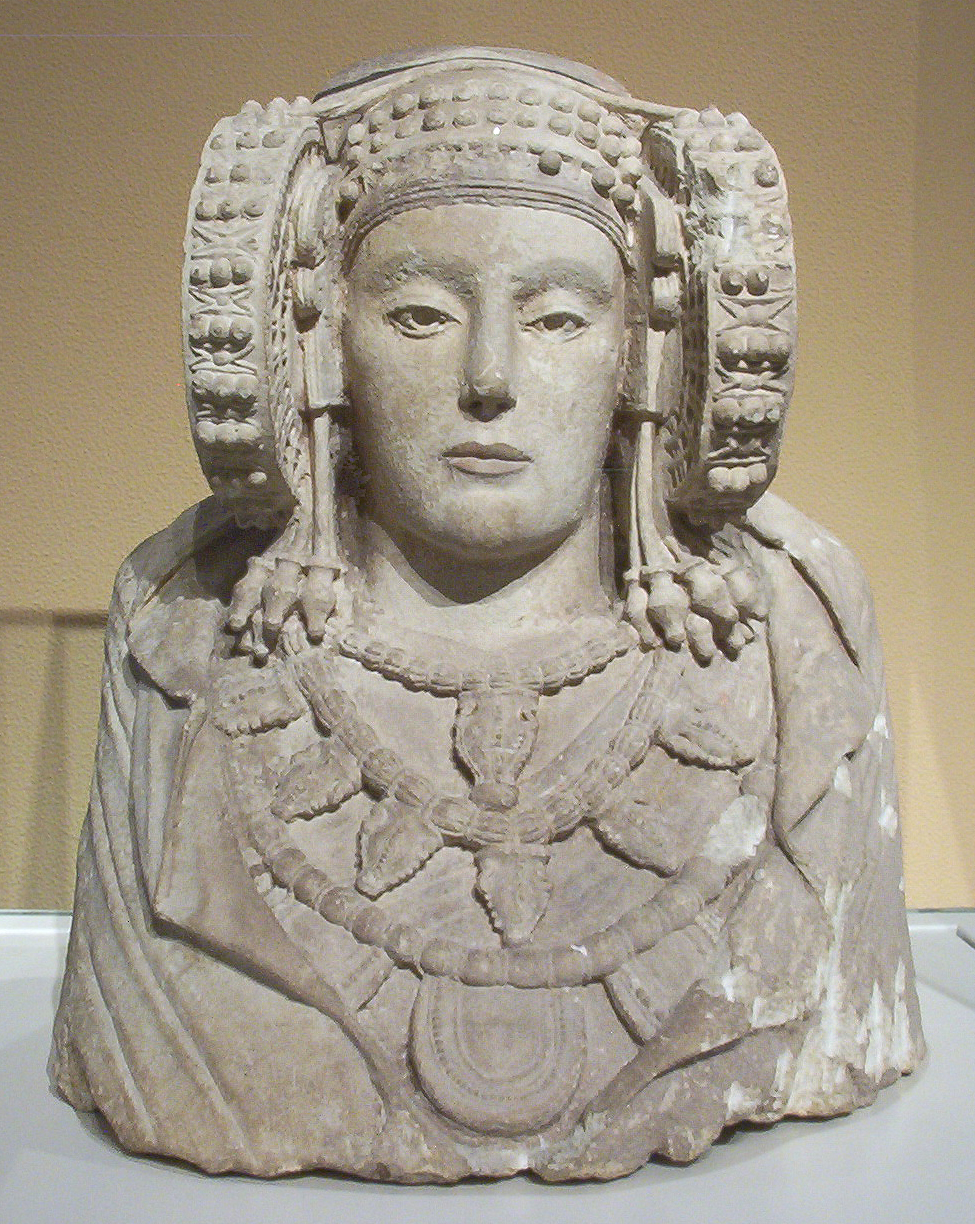
Dama z Elche, sztuka iberyjska, V lub IV wiek p.n.e.
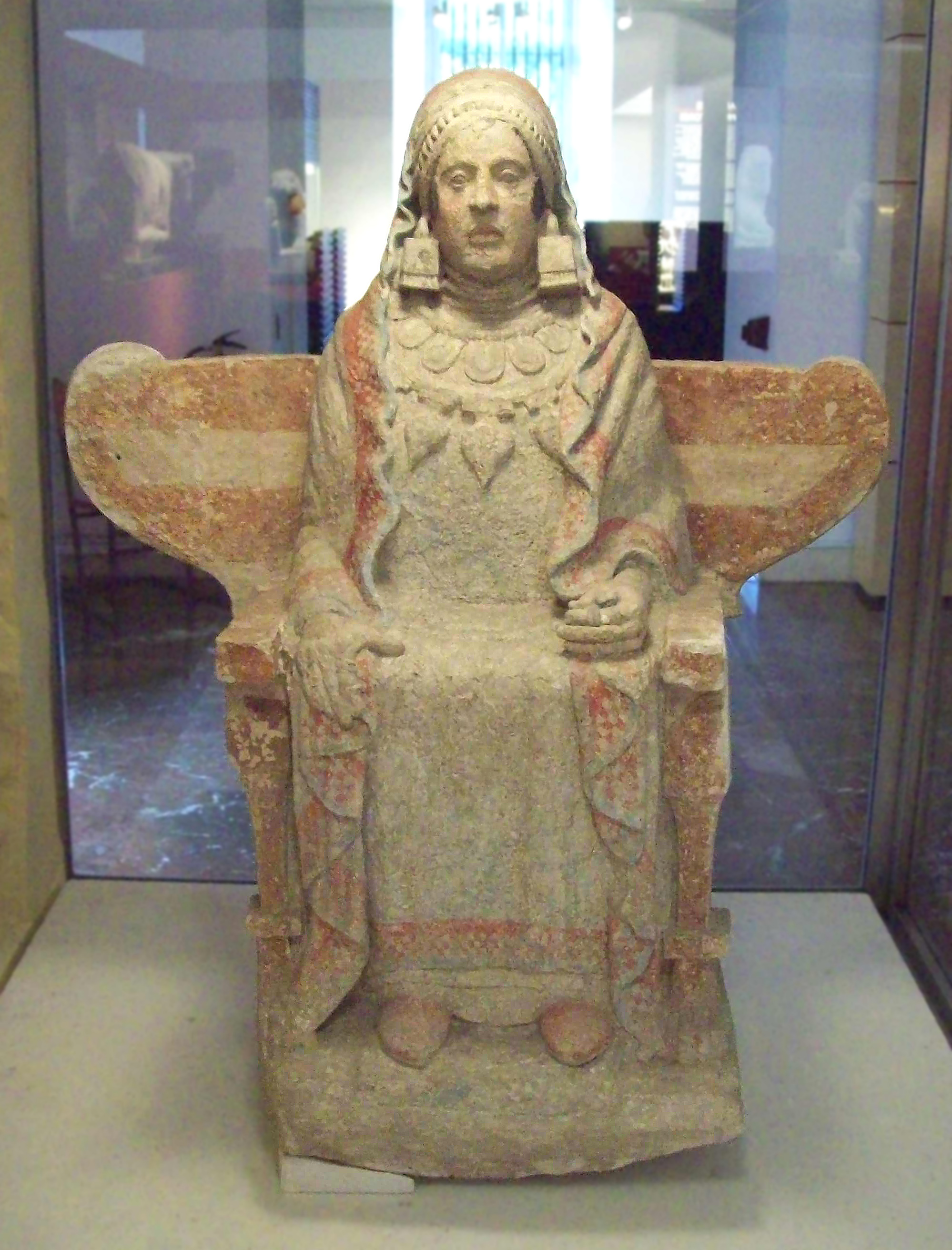
Dama z Bazy, sztuka iberyjska, IV wiek p.n.e.
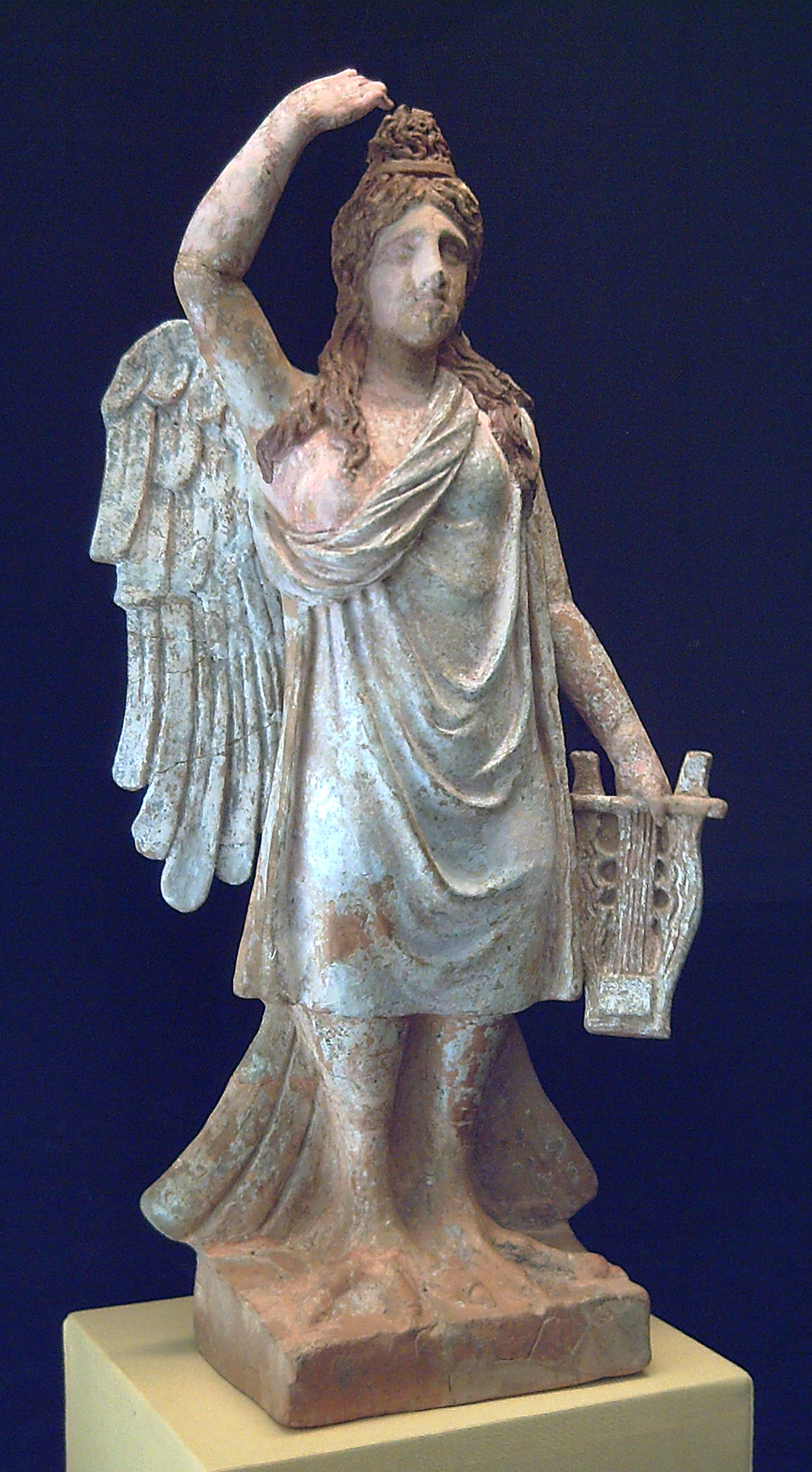
Syrena z Kanosy (Wielka Grecja), IV wiek p.n.e.
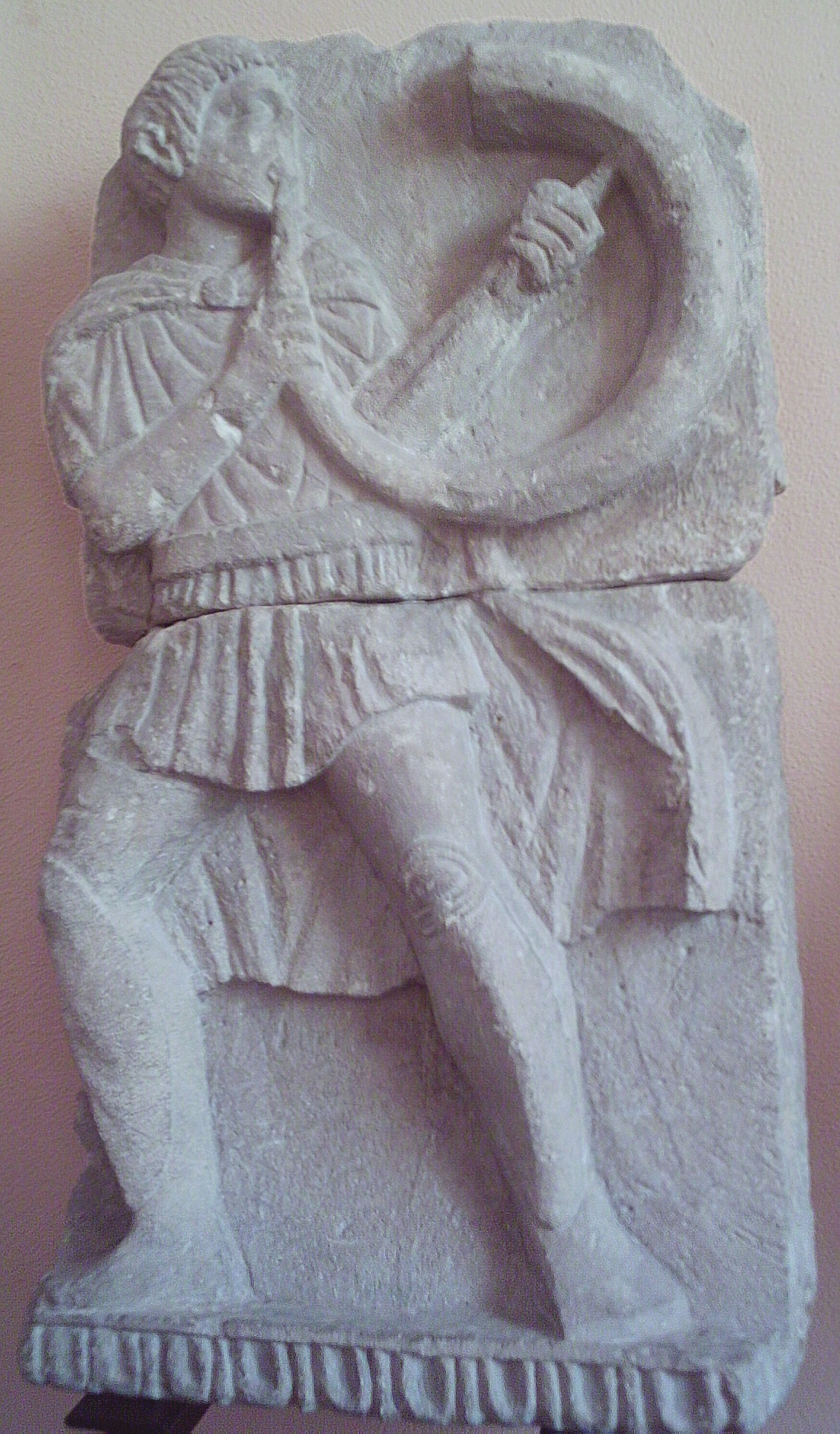
Wojownik grający na rogu, fragment reliefu iberyjskiego, II wiek p.n.e.
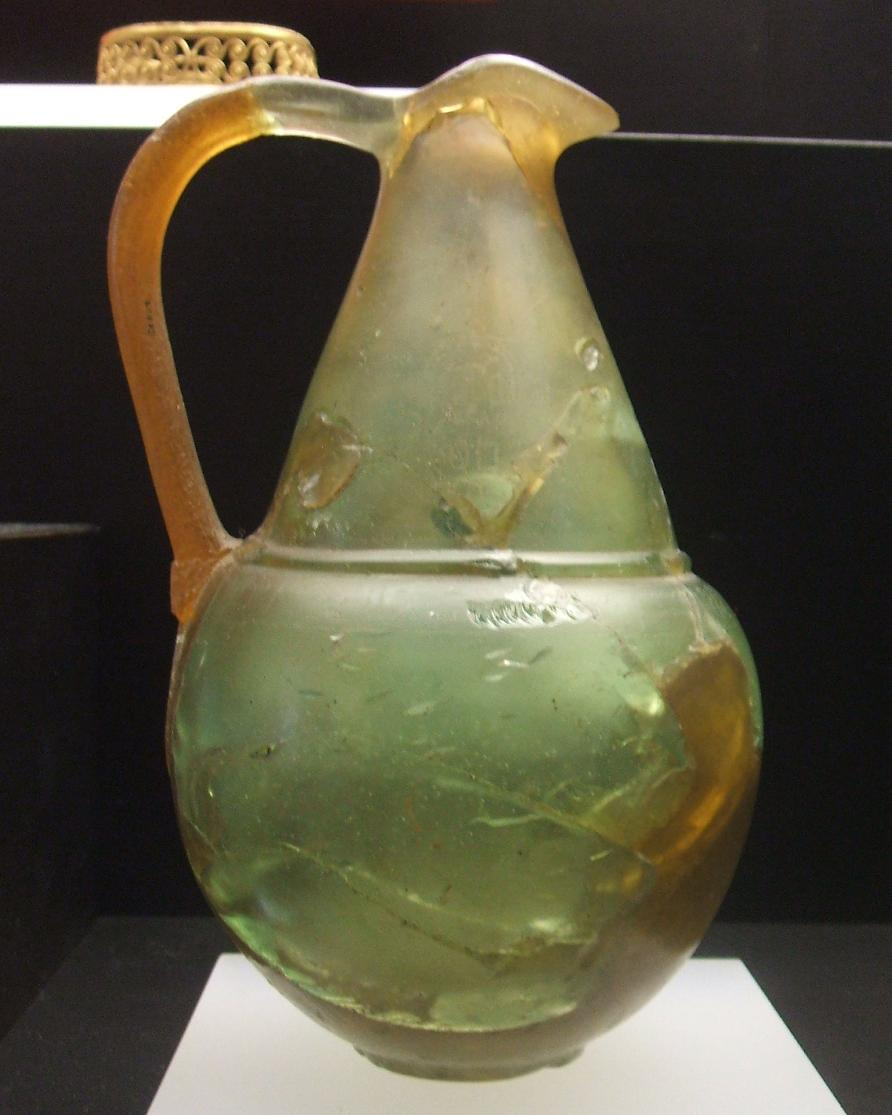
Szklany dzban egipski, wchodzący w skład tzw. skarbu z Alisede
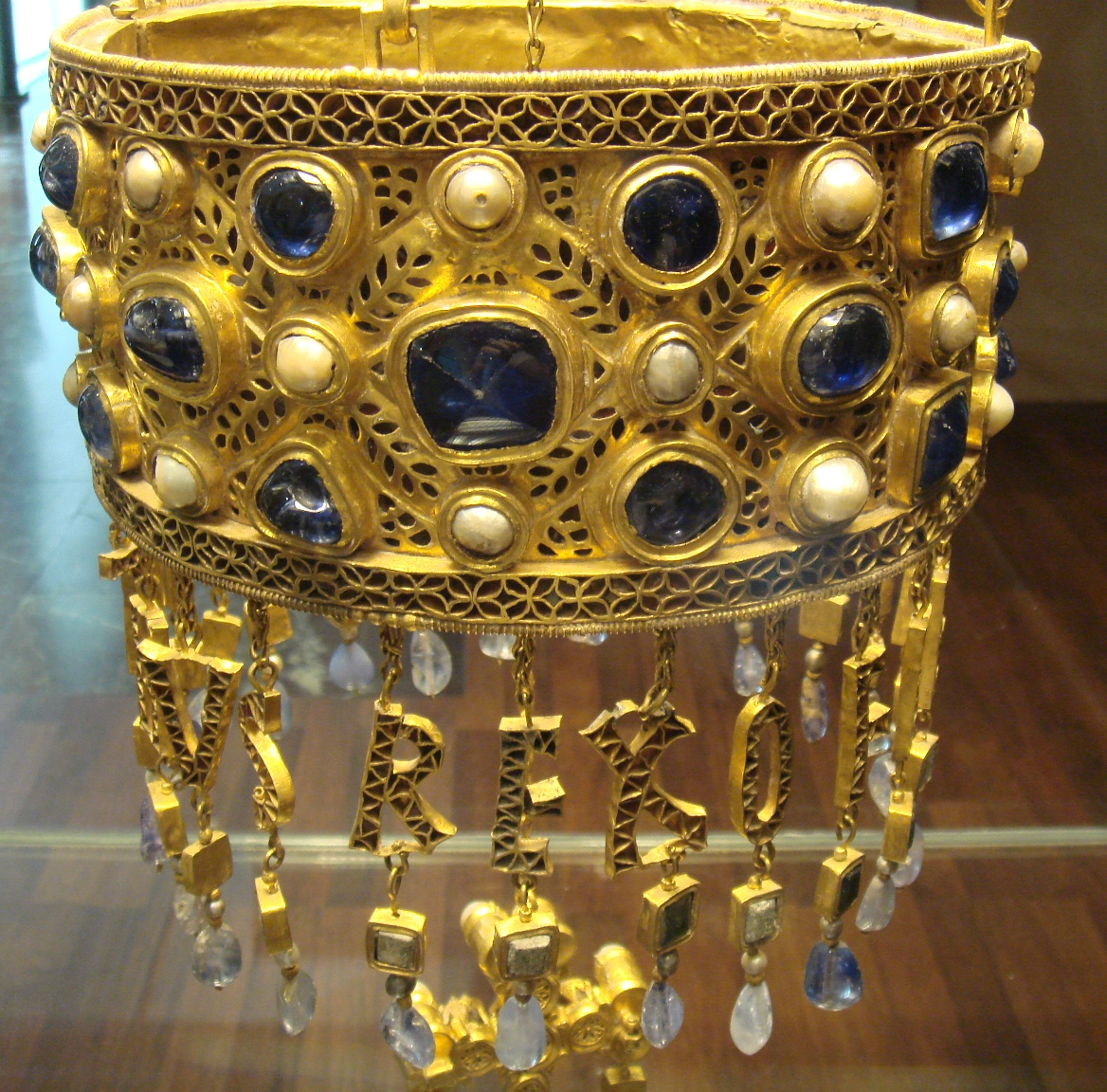
Fragment korony wotywnej króla Wizygotów Recceswinta, wchodzącej w skład skarbu z Guarrazar